# Helena Czakowska
Helena Adela Czakowska (ur. 29 października 1958) – polska ekonomistka i przedsiębiorca, doktor nauk ekonomicznych, rektor i profesor nadzwyczajna Kujawsko-Pomorskiej Szkoły Wyższej w Bydgoszczy.

## Życiorys
Zdobyła wykształcenie wyższe. W 2010 uzyskała na Akademii Finansów i Biznesu Vistula stopień naukowy doktora nauk ekonomicznych na podstawie rozprawy pt. Sytuacja finansowa gospodarstw mleczarskich napisanej pod kierunkiem Aldona Albina Zalewskiego. Autorka i współautorka publikacji naukowych dotyczących mikroekonomii oraz finansów, a także pedagogiki i nauk o religii. Pracowała m.in. w Urzędzie Miasta Bydgoszczy, Invest Banku oraz na Akademii Bydgoskiej. Razem z mężem Romanem od 1992 prowadziła Zespół Szkół Kujawsko-Pomorskiego Centrum Kształcenia, obejmujący przedszkola, licea, technika i studium policealne. W 2000 na jego bazie powstała Kujawsko-Pomorska Szkoła Wyższa w Bydgoszczy. Objęła funkcję prorektora ds. organizacji i rozwoju oraz profesora nadzwyczajnego KPSW, następnie w 2011 powołana na stanowisko rektora tej uczelni. Została także członkiem kapituły nagród i stypendiów naukowych prezydenta Bydgoszczy i Kujawsko-Pomorskiej Rady Innowacji przy marszałku województwa kujawsko-pomorskiego. Prezes Stowarzyszenia na Rzecz Wspierania Edukacji.
W wyborach w 2019 kandydowała do Senatu w okręgu nr 9 jako bezpartyjna z poparciem Prawa i Sprawiedliwości. Zajęła drugie miejsce z 34,23% głosów.

## Odznaczenia
Odznaczona Złotym Krzyżem Zasługi (2016) oraz Medalem 100-lecia Odzyskania Niepodległości, a także Medalem Papieskim Benedykta XVI.
W 2025 odznaczona Krzyżem Kawalerskim Orderu Odrodzenia Polski.